# Antuco (Vulkan)
Der Antuco ist ein vergletscherter Schichtvulkan ca. 450 km südlich von Santiago de Chile und 100 km östlich von Los Ángeles (Chile) im Laguna del Laja-Nationalpark in den südlichen Anden. Der Gipfel liegt auf einer Höhe von 2969 Meter über dem Meeresspiegel. Die Erstbesteigung erfolgte 1829 durch Eduard Poeppig und wird als Geburtsstunde des Bergsports in Chile angesehen. An seinen Hängen befindet sich ein kleines Skigebiet, an seinem Fuß liegen der See Laguna de La Laja sowie eine kleine Ortschaft namens Antuco.
Historische Aufzeichnungen belegen mehrere Ausbrüche in den Jahren 1750, 1752, 1820, 18. Dezember 1828, Februar bis März 1845, November 1852 bis Januar 1853 (Förderung von 50 Millionen Kubikmetern Lava), Dezember 1863 sowie 1869. 